# Jon Andoni Goikoetxea
Jon Andoni Goikoetxea Lasa (Pamplona, Navarra, 21 de octubre de 1965) es un exfutbolista español entre 1985 y 1999. Conocido como "Goiko", destacó en las filas de Osasuna, Real Sociedad, F. C. Barcelona y Athletic Club, tanto como extremo derecho como lateral. Fue considerado uno de los mejores extremos de España de su época.

## Biografía
Formado en la cantera de Osasuna, debutó con este equipo en la Primera División de España la temporada 1985-86, 2 días antes de cumplir 20 años de edad. Tras 99 partidos y 21 goles con Osasuna fue fichado por el Fútbol Club Barcelona al finalizar la temporada 1987-88. Su gran actuación durante tres temporadas, especialmente durante la campaña 1987-88, en la que Osasuna terminó el campeonato de Liga en quinta posición siendo el máximo goleador con 11 tantos, le valieron su fichaje por el club catalán. Sin embargo, el F. C. Barcelona le fichó como una apuesta de futuro, ya que cedió a Goikoetxea durante dos temporadas a la Real Sociedad como parte del pago al club txuriurdin por los fichajes de José María Bakero, Txiki Begiristain y Luis María López Rekarte.
En su etapa como jugador txuri-urdin fue un fijo en las alineaciones, aunque no llegó a deslumbrar como en su etapa osasunista. Con el equipo donostiarra se clasificó para la Copa de la UEFA al finalizar la temporada 1989-90. 74 partidos de Liga y 10 goles resumen su paso por la Real Sociedad.
Repescado para el F. C. Barcelona al comienzo de la temporada 1990-91, Goikoetxea fue pieza básica del primer título de Liga del Dream Team. Aquel año fue designado en algunas votaciones como mejor jugador de la Liga gracias a sus internadas por las bandas. También fue llamado a debutar con la selección de fútbol de España. Sus cuatro temporadas en el F. C. Barcelona estuvieron plagadas de títulos y éxitos. Jugó 126 partidos de Liga y marcó 6 goles con el Barça. Fue uno de los que jugó la histórica final de la Copa de Europa 1991-92 ganada a la UC Sampdoria.
Al finalizar la temporada 1993-94 y, habiendo disminuido su participación en el equipo, Goiko fichó por el Athletic Club. El club catalán estaba interesado en Eskurza, con el que tenía un acuerdo para el año siguiente, pero finalmente el club vasco aceptó el trueque a cambio del jugador navarro. Durante tres temporadas más rindió a buen nivel en el equipo bilbaíno, aunque en la temporada 1996-97 fue perdiendo sitio en el equipo. Su paso por Bilbao se resume en 92 partidos de Liga, 14 de Copa y 6 de Copa de la UEFA y dos goles 
En marzo de 1998 se marchó a jugar al Yokohama F. Marinos de la J. League, donde coincidiría con su excompañero Julio Salinas, después de casi seis meses sin jugar en el club vasco. En diciembre de 1998 puso fin a su aventura asiática. Finalmente, en enero de 1999 se incorporó al Club Atlético Osasuna, en Segunda División, donde cerró su carrera deportiva.
Tras su retirada como futbolista llegaría unos años más tarde a formar parte del cuadro técnico de Osasuna. Como segundo de Cuco Ziganda fue entrenador primero del juvenil de División de Honor de Osasuna, alcanzando una final de Copa del Rey Juvenil, más tarde de Osasuna Promesas y finalmente en la temporada 2006-07, del primer equipo. logrando alcanzar en esa temporada las semifinales de la Copa de la UEFA. En mayo de 2006 debutó en la EFPA con el equipo de exjugadores históricos dirigido por Terry Venables y Josep María Fusté venciendo a un combinado de internacionales neerlandeses 0-3. El 2008 jugó con el Barcelona Veteranos en las primeras ediciones tanto de la Liga como de la Copa de España de Fútbol En pista cubierta, en esa categoría, e integró la selección española que consiguió el primer título europeo Masters de esta competición, disputado en Valencia. El 2009 integró el equipo del Barcelona Veteranos que ganó la liga española de fútbol en pista cubierta.
En la temporada 2009-2010 fue segundo entrenador del Cuco Ziganda en el Xerez CD. En enero de 2017 Jon Andoni fue nombrado director deportivo del Osasuna, cargo al que accede al dejarlo vacante Petar Vasiljević y comenzar este último su andadura como entrenador del club rojillo. En junio dejó el cargo alegando desgaste.
Desde 2020, ocupa el cargo de ojeador del FC Barcelona.

## Selección nacional
Integró la selección española sub-20 que obtuvo la medalla de plata en el Mundial de la categoría de la URSS 1985. Fue internacional sub-21 en trece ocasiones, entre 1985 y 1988.
Fue internacional con la selección de fútbol de España en 36 ocasiones, entre 1990 y 1996. Debutó el 12 de septiembre de 1990, en un España-Brasil (3-0) amistoso celebrado en Gijón y participó en la Copa Mundial de Fútbol de Estados Unidos 1994, donde tuvo un buen desempeño, anotando dos goles ante Corea del Sur y, el más recordado, ante Alemania.

### Participaciones en Copas del Mundo
Participaciones Selección sub-20
| Copa                                   | Sede            | Resultado  | Partidos | Goles |
| -------------------------------------- | --------------- | ---------- | -------- | ----- |
| Copa Mundial de Fútbol Juvenil de 1985 | Unión Soviética | Subcampeón | 5        | 1     |

Participaciones Selección absoluta
| Mundial                        | Sede           | Resultado        |
| ------------------------------ | -------------- | ---------------- |
| Copa Mundial de Fútbol de 1994 | Estados Unidos | Cuartos de final |

## Clubes
| Club                  | País   | Año       |
| --------------------- | ------ | --------- |
| Club Atlético Osasuna | España | 1985-1988 |
| Real Sociedad         | España | 1988-1990 |
| Fútbol Club Barcelona | España | 1990-1994 |
| Athletic Club         | España | 1994-1998 |
| Yokohama F. Marinos   | Japón  | 1998      |
| Club Atlético Osasuna | España | 1999      |

## Palmarés

### Campeonatos nacionales
| Título              | Club                  | País   | Año  |
| ------------------- | --------------------- | ------ | ---- |
| Liga                | Fútbol Club Barcelona | España | 1991 |
| Supercopa de España | Fútbol Club Barcelona | España | 1991 |
| Liga                | Fútbol Club Barcelona | España | 1992 |
| Copa de Europa      | Fútbol Club Barcelona | España | 1992 |
| Supercopa de España | Fútbol Club Barcelona | España | 1992 |
| Supercopa de Europa | Fútbol Club Barcelona | España | 1993 |
| Liga                | Fútbol Club Barcelona | España | 1993 |
| Liga                | Fútbol Club Barcelona | España | 1994 |